# Ali Saibou
Ali Saibou (1940 – 31 ottobre 2011) è stato un militare e politico nigerino.
È stato il terzo Capo di Stato del Niger, in carica prima con ruoli militari e poi presidenziali per il periodo compreso tra il 10 novembre 1987 e il 16 aprile 1993.